# Октябрьск (Самарская область)
Октябрьск — город в Самарской области России. Город областного значения, образует  городской округ Октябрьск.
Расположен на правом берегу Волги (Саратовское водохранилище), в 165 км от областного центра города  Самары.
Население 20 703 чел. (2021).

## География
Современный Октябрьск расположен на правом берегу Волги, у пересечения реки с железнодорожной магистралью Москва — Омск и федеральной автодорогой М-5 «Урал», в 25 километрах от Сызрани и в 165 километрах к западу от центра области. На 27 километров протянулся город вдоль южных склонов Приволжской возвышенности между тремя транспортными магистралями.
В 1956 году из поселков, которые сейчас входят в состав города Правая Волга, Костычи и Первомайский был образован и выведен из г. Сызрани.

## История
С конца XVII века на территории современного города возникали поселения, в том числе в 1684 году — Городище (Вознесенское, Костычи, Старые Костычи) как один из опорных пунктов на Сызранский засечной черте, для защиты от набегов ногайцев из Заволжья.
В 1704 году — Батраки для обслуживания волжской переправы и перевоза.
В 1780 году, при создании Симбирского наместничества, село Вознесенское Городищи и Костычи тож, при реке Волге, помещиковых крестьян, вошло в состав Сызранский уезд.
В 1859 году деревня Батрак входила в состав 1-го стана Сызранского уезда Симбирской губернии.
В 1875 году близ села Батраки, по проекту известного инженера-химика Александра Летнего, были построены производственные мощности первого в России асфальтового завода. 30 июля 1882 года был Высочайше утверждён Устав Общества Сызранско-Печерской асфальтовой и горной промышленности. Асфальт вывозился в Петербург, Москву (в том числе на устройство тротуаров у храма Христа Спасителя), другие российские города. За своё превосходное качество асфальт с клеймом «Бр. Воейковы. Сызрань» в 1878 году получил медаль на Всемирной выставке в Париже, а в 1882-м — «золото» в Москве. Если в 1860-х годах асфальт в Россию ввозился из-за границы, и ввоз этот постоянно рос, то с середины 70-х годов сызранский асфальт без содействия таможенных пошлин вытеснил иностранный.
В 1880 году — посёлок Правая Волга, основанный строителями Александровского железнодорожного моста через Волгу (ныне — Сызранский мост); в 1882 году — посёлок (казармы) рабочих Печерского асфальтозавода, в 4 км от моста (с 1925 года — рабочий посёлок Первомайский).
В 1880 году на территории современного города Октябрьск (в 18 км выше Сызрани) был открыт Сызранский (Александровский) мост через Волгу — крупнейший в Европе в XIX веке.
В 1942 году на основе рабочих посёлков Батраки, Правая Волга, Первомайск и села Костычи был создан Октябрьский район города Сызрань. Указом Президиума Верховного Совета РСФСР № 742/19 7 августа 1956 года Октябрьский район Сызрани был преобразован в город областного подчинения Октябрьск.

## Население
| 1959    | 1967    | 1970    | 1979    | 1989    | 1992    | 1996    | 1998    | 2000    |
| ------- | ------- | ------- | ------- | ------- | ------- | ------- | ------- | ------- |
| 33 771  | ↗34 000 | ↘33 981 | ↘29 769 | ↘27 449 | ↘26 800 | ↗27 100 | ↗27 200 | ↘27 100 |
| 2001    | 2002    | 2003    | 2005    | 2006    | 2007    | 2008    | 2010    | 2011    |
| ↘26 900 | ↘25 336 | ↘25 300 | ↗25 800 | ↗26 400 | ↗26 800 | ↗27 746 | ↘27 244 | ↘27 230 |
| 2012    | 2013    | 2014    | 2015    | 2016    | 2017    | 2018    | 2019    | 2020    |
| ↘27 152 | ↘27 086 | ↘26 909 | ↘26 681 | ↘26 550 | ↘26 478 | ↘26 438 | ↗26 512 | ↘26 306 |
| 2021    |         |         |         |         |         |         |         |         |
| ↘20 703 |         |         |         |         |         |         |         |         |

На 1 января 2025 года по численности населения город находился на 668-м месте из 1124 городов Российской Федерации.
Национальный состав
- Русские — 91,77 %,
- Немцы — 1,87 %,
- Украинцы — 1,6 %,
- Татары — 1,19 %,
- Мордва — 1,16 %,
- Остальные — 2,41 %.

## Экономика
- железнодорожная станция Октябрьск,
- хлебная база (элеватор),
- комбинат стройдеталей (выпускал древесностружечные и древесноволокнистые плиты) — закрыт,
- завод изоляционных материалов (недейств.),
- швейная фабрика,
- асфальтовый завод (недейств.),
- керамзитовый завод,
- цех по сборке узлов для автомашин ВАЗ,
- производство металлопластиковых окон,
- локомотивное депо,
- нефтебаза,
- речной причал для песка,
- речной причал для нефтепродуктов,

## Образование
Система образования городского округа включает в себя 8 образовательных учреждений: 6 государственных бюджетных общеобразовательных учреждений, 1 государственное казённое специальное учебно-воспитательное учреждение для детей и подростков с девиантным поведением — специальная общеобразовательная школа, 1 государственное бюджетное профессиональное ГБПОУ «Октябрьский техникум строительных и сервисных технологий им. В. Г. Кубасова».

## Культура

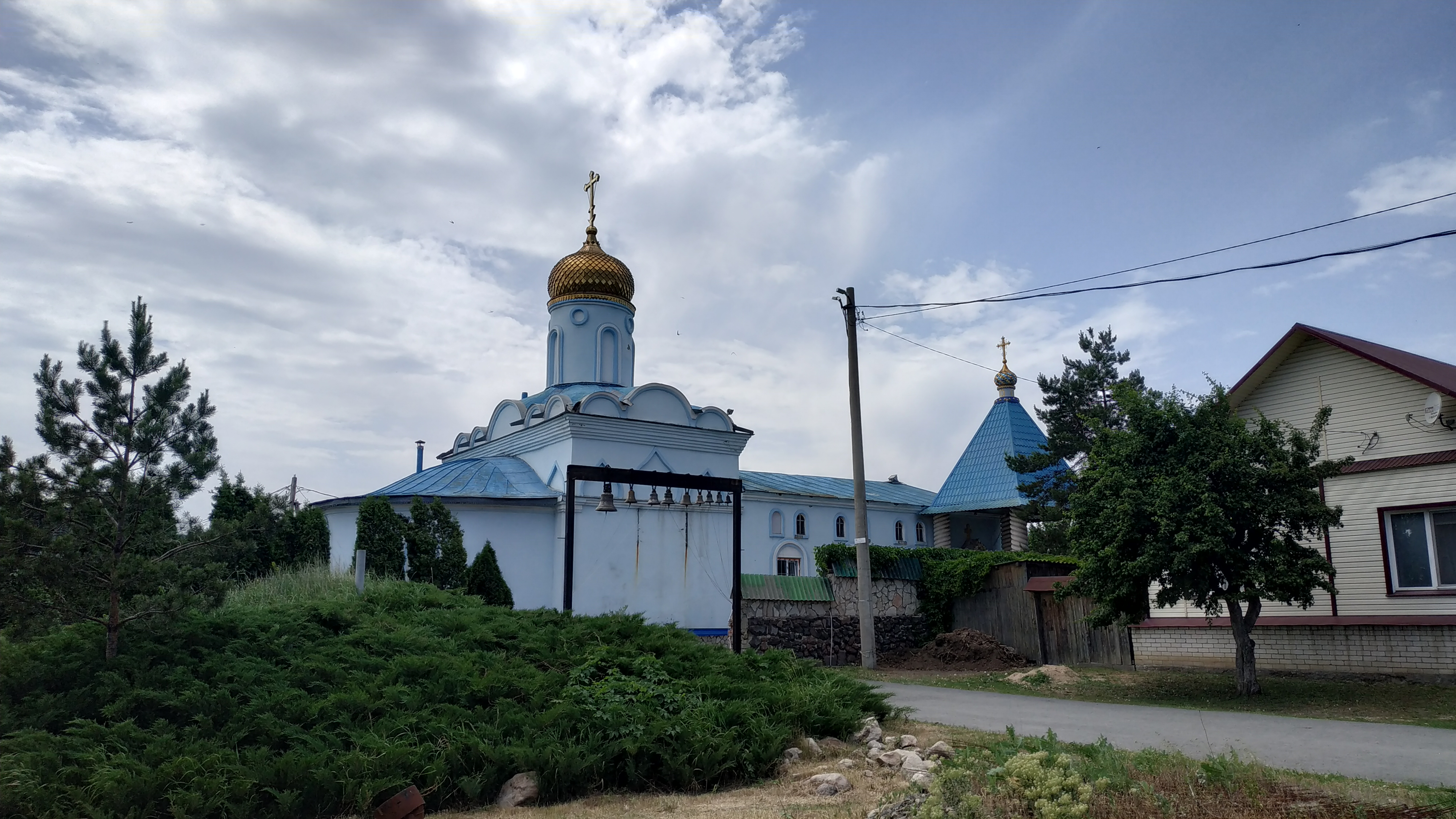
Церковь Смоленской иконы Божией Матери

### Музей Октябрьск-на-Волге
Краеведческий музей Октябрьска был основан в 1995 году. Музей расположен в деревянном здании бывшего вокзала пассажирской станции Батраки, построенном в 1890-х годах. Постоянно действующая краеведческая экспозиция располагается в семи залах. Имеется выставочный зал. Музей является активным участником общественной жизни города, самым заметным событием которой является фестиваль «Мост».

### Действующие храмы
Церковь Смоленской иконы Божией Матери — православный храм, построенный в микрорайоне Костычи в 1993 году.
Православный приход Вознесения Господня зарегистрирован 1996 году, а в 2000-х годах началось строительство здания церкви.

## Здравоохранение
Государственное бюджетное учреждение здравоохранения «Октябрьская центральная городская больница» располагает стационаром на 95 коек и поликлиникой на 500 посещений в смену.

## Символика

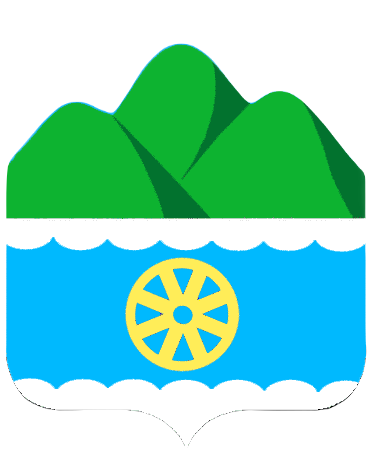
Герб Октябрьска

Герб Октябрьска выглядит следующим образом: Геральдический щит пересечен, вверху в лазоревом поле три зеленые горы, внизу в серебряном поле уширенный противовыщербленный лазоревый пояс, обремененный золотым колесом с восемью спицами.
Флаг Октябрьска представляет собой прямоугольное полотнище, разделенное на две одинаковые по ширине горизонтальные полосы, воспроизводящее геральдическую композицию герба города Октябрьска: синюю с изображением трёх зеленых гор, белую с изображением семи синих остроконечных волн, и по центру данной полосы, желто-золотого колеса.

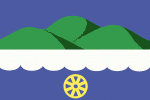
Флаг города Октябрьск

## Транспорт
Железнодорожная станция Октябрьск (до 1963 года Батраки) Куйбышевской железной дороги (линия Самара— Сызрань) в 18 км к востоку от Сызрани (электропоезда до Самары). Перевалка грузов с Волги на железную дорогу и обратно.
В течение долгого времени отсчет расстояний на железной дороге в самарском регионе шёл от станции Батраки. Первой железной дорогой в границах региона стала Моршано-Сызранская железная дорога, построенная в 1874 году. В 1877 году дорога была продолжена на участке Сызрань — Батраки — Кинель, с переправой через Волгу в Батраках, где была налажена переправа пассажиров, грузов и багажа летом на пароходах, а зимой на санях по льду. 

## СМИ
Телевидение
08.05.2009 введены в эксплуатацию следующие передатчики:
- 35 ТВК — Первый канал. 50 ватт, 30 метров,
- 45 ТВК — Россия 1 / ГТРК Самара. 50 ватт, 30 метров.

Также в городе возможен приём телеканалов и радиостанций из соседних Самары,
Тольятти, Сызрани и Новокуйбышевска.
Радиовещание
С 08.05.2009 осуществляется вещание «Радио России» с собственного ретранслятора на частоте 100.4 МГц, мощность передатчика — 10 Ватт.